# 西姆斯鎮區 (伊利諾伊州埃德加縣)
西姆斯鎮區（英語：Symmes Township）是位於美國伊利諾伊州埃德加縣的一個行政鎮區。

## 地方資料
根據2010年美國人口普查的數據，西姆斯鎮區的面積為109.90平方千米，當中陸地面積為109.80平方千米，而水域面積為0.10平方千米。當地共有人口1158人，而人口密度為每平方千米10.54人。